# Anisozyga speciosa
Anisozyga speciosa là một loài bướm đêm trong họ Geometridae.